# Nati nel 1230
| Questa pagina contiene informazioni ricavate automaticamente dalle voci biografiche con l'ausilio del template Bio e di un bot. L'aggiornamento è periodico e automatico e ricostruisce completamente la pagina. Se manca una persona in questa lista, sei pregato di non aggiungerla, ma accertati piuttosto che la sua voce biografica contenga il template Bio e che i dati anagrafici siano correttamente compilati. Se il template Bio manca, inseriscilo tu stesso o, in alternativa, metti l'avviso {{tmp\|Bio}} che ne segnala la mancanza. Se i dati riportati sono sbagliati, correggi direttamente la voce biografica; le modifiche saranno visibili in questa lista entro pochi giorni. Per chiarimenti vedi il progetto biografie. La lista contiene solo le 34 persone che sono citate nell'enciclopedia e per le quali è stato implementato correttamente il template Bio. Pagina aggiornata al 18 ago 2025. |

- 10 dicembre - Maria de Cervellòn, religiosa spagnola († 1290)
- Abramo Hasdai, traduttore arabo
- Accursia, giurista italiana († 1281)
- Alberto I di Meclemburgo, principe († 1265)
- Rodolfo I di Baden († 1288)
- Squarcino Borri, condottiero italiano († 1277)
- Pierre de la Broce, francese († 1278)
- Babilano Doria, politico e militare italiano († 1296)
- Guglielmo Durante, vescovo cattolico francese († 1296)
- Edmondo de Lacy, nobile inglese († 1258)
- Elisabetta di Brunswick-Lüneburg, principessa († 1266)
- Enrico I di Meclemburgo, principe († 1302)
- Enrico di Castiglia, principe e mercenario spagnolo († 1303)
- Hovhannes Erznkatsi, filosofo e traduttore armeno († 1293)
- Rinaldo d'Este, nobile italiano († 1251)
- Faraj ibn Salim, medico e traduttore
- Konrad von Feuchtwangen († 1296)
- Guglielmo Pietro I di Ventimiglia, politico e militare italiano
- Costanza di Staufen, principessa italiana († 1307)
- Jaroslav III di Vladimir, principe russo († 1272)
- Kaidu, condottiero mongolo († 1301)
- Matilde de Lacy, nobile irlandese († 1304)
- Margherita Sambiria, nobile danese († 1282)
- Nicola III di Meclemburgo, principe
- Oddone di Borgogna, conte di Nevers, nobile († 1266)
- Leonardo Patrasso, cardinale e arcivescovo cattolico italiano († 1311)
- Arderico Sessa, nobile italiano
- Sinchi Roca, sovrano inca († 1260)
- Stefanardo da Vimercate, religioso e scrittore italiano († 1297)
- Tokoqan, condottiero mongolo
- Tommaso di Sutton, teologo britannico († 1315)
- Hugo von Trimberg, poeta e filosofo tedesco († 1313)
- Teobaldo, nobile e militare italiano († 1276)
- Cecilia del Balzo, nobildonna francese († 1275)